# Paracyathus stokesii
Espèce
Statut CITES
Paracyathus stokesii est une espèce de coraux appartenant à la famille des Caryophylliidae.